# Giacinto Facchetti
Giacinto Facchetti (18 tháng 7 năm 1942 – 4 tháng 9 năm 2006) là một cựu cầu thủ bóng đá Ý. Từ tháng 1 năm 2004 đến khi mất, ông là chủ tịch của câu lạc bộ Inter Milan, câu lạc bộ mà hầu như ông đã cống hiến cả sự nghiệp của mình trong thập niên 1960-1970. Ông chơi cho Inter 634 trận và ghi được 75 bàn, được biết đến là một hậu vệ cánh nổi tiếng với lối tranh cướp bóng quyết liệt và có tốc độ tuyệt vời. Facchetti đã thi đấu hết mình cho câu lạc bộ cũng như đội tuyển quốc gia và đã ghi được những bàn thắng quan trọng.

## Tiểu sử
Ông sinh ra tại Treviglio, Bergamo (Lombardia), ông bắt đầu sự nghiệp tại đội bóng thị trấn nhà với vị trí tiền đạo. Ông được Helenio Herrera, huấn luyện viên của Inter Milan, phát hiện và nhanh chóng đưa ông lên thi đấu ở Serie A mùa giải 60-61 với vai trò là hậu vệ cánh. Sự thay đổi vị trí đó là đúng đắn và đã khiến ông trở thành một trong những hậu vệ huyền thoại của bóng đá thế giới. Với câu lạc bộ Facchetti đã giành được 4 scudetto vào các năm 1963, 1965, 1966, 1971; một cúp Italia năm 1978, hai cúp châu Âu năm 1964,1965; hai cúp liên lục địa 64,65. 
Facchetti xuất hiện lần đầu trong đội tuyển quốc gia Italy ngày 23-3-1963. Ông khoác áo đội tuyển 94 lần, kỉ lúc 1 thời cho đến khi bị phá bởi Dino Zoff, Paolo Maldini và Fabio Cannavaro. Trong 94 trận ra sân có 70 lần ông là đội trưởng và ông ghi được 3 bàn. Ông tham gia WC 1966, 1970, 1974 và Euro 1968. Tại WC 1970 Ý thi đấu thành công và lọt vào trận chung kết nhưng bị thua Brasil 4-1.Ông cùng đội tuyển quốc gia giành cúp vô địch Châu Âu ở Euro 1968 sau khi đánh bại đội tuyển Nam Tư (cũ, đã tách thành Croatia, Secbia, Montenegro..) sau 2 trận đấu.(1-1 trận đá chính và 2-0 ở trận đá lại). Tháng 3-2004 ông được bầu chọn vào danh sách 125 cầu thủ vĩ đại nhất của bóng đá thế giới.
Ngày 4-9-2006 ông qua đởi vì căn bênh ung thư. Sự ra đi của ông đã để lại niềm tiếc thương vô hạn cho những người yêu mến bóng đá nói chung và bóng đá Ý nói riêng. Để ghi nhớ những đóng góp của ông cho CLB, ban lãnh đạo Inter Milan đã quyết định đưa chiếc áo số 3 của ông vào phòng truyển thống và không đùng để thi đấu nữa.

## Danh hiệu
- Italian Serie A champion: 1962, 1964, 1965, 1970
- Coppa Italia: 1977
- European Cup: 1963, 1964, 1966, 1971
- Intercontinental Cup: 1964, 1965
- World Cup 1970
- Euro 1968
- FIFA 100 (125 cầu thủ vĩ đại nhất (soạn) bởi Pelé): 2004